# Lyrifissiella cryptonota
Lyrifissiella cryptonota är en kvalsterart som först beskrevs av Hammer 1966.  Lyrifissiella cryptonota ingår i släktet Lyrifissiella och familjen Pheroliodidae. Inga underarter finns listade i Catalogue of Life.